# Patroba

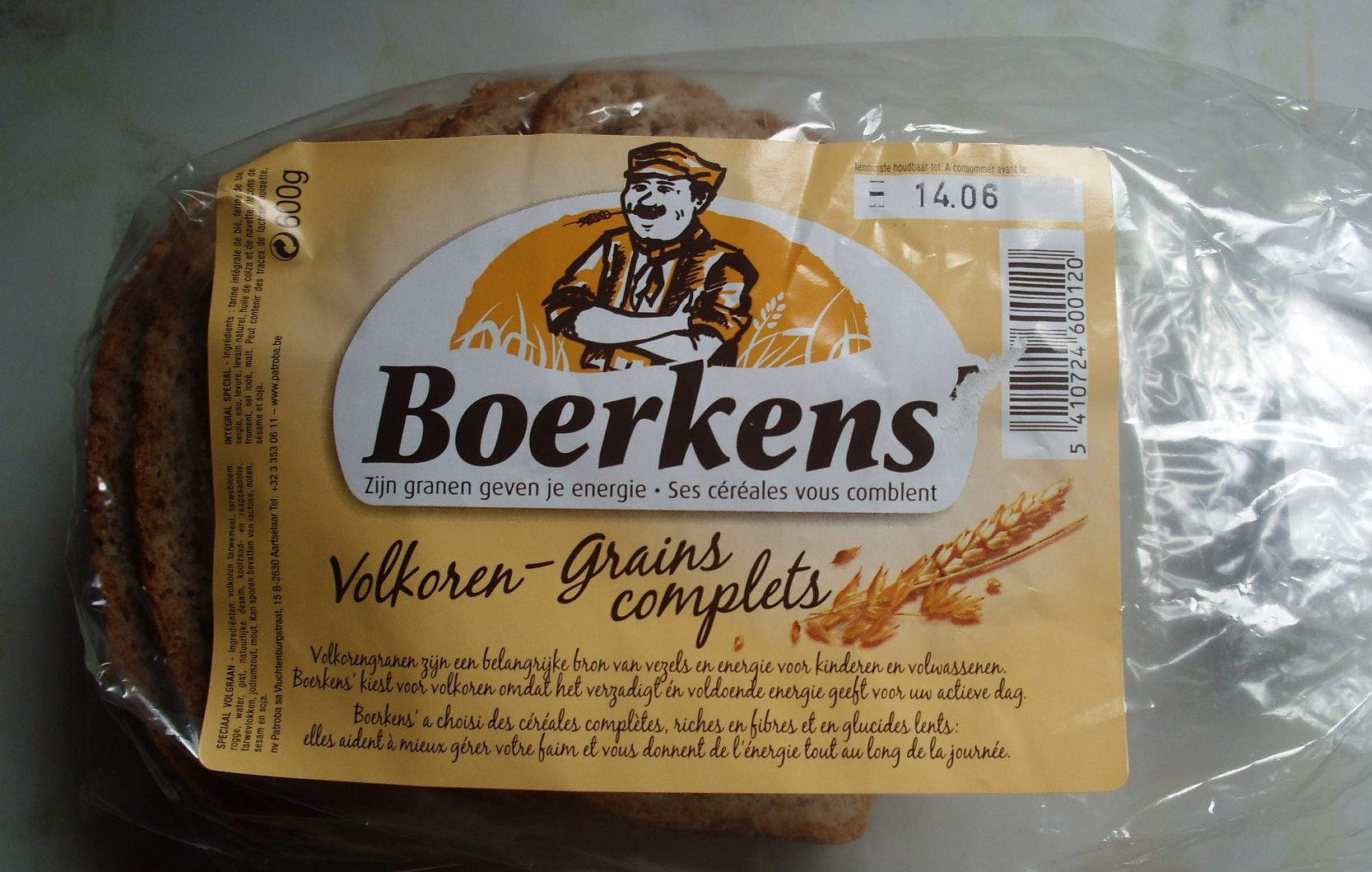
Brood van Patroba.

Patroba is een bakkerij gevestigd in het Belgische Aartselaar. Het bedrijf werd opgericht in de jaren 80 en produceert er voorverpakt en gesneden ambachtelijk brood. Het is een zelfstandige KMO zonder bindingen met andere of grotere entiteiten. Tot 2002 was de bakkerij gevestigd in Wommelgem. Maar door plaatsgebrek en na een investering van € 8 miljoen trok men naar Aartselaar waar Patroba gevestigd is in de Vluchtenburgstraat.

## Verhaal van Patroba
Patroba Family Bakers is een tweede generatie familiale industriële bakkerij. Zij produceert de voorverpakte broden Biaform, Boerkens', Exosud, Grimbergen en Jacky.